# The Young Professionals
The Young Professionals, znany także jako TYP (zapis stylizowany: T¥P) – izraelski duet muzyczny tworzący muzykę elektroniczną założony w 2009 roku przez piosenkarza, autora piosenek i producenta muzycznego Iwriego Lidera oraz producenta Johnny’ego Goldsteina.

## Historia zespołu

### 2008-10: Formowanie się zespołu i pierwsze występy
Iwri Lider jest jednym z najbardziej utytułowanych izraelskich piosenkarzy popowych, który w 2005 roku otrzymał tytuł Izraelskiego artysty roku. Przed założeniem zespołu miał na swoim koncie siedem albumów studyjnych, a także współudział w tworzeniu ścieżek dźwiękowych do takich filmów, jak m.in. Yossi & Jagger, Spacer po wodzie i Bańka mydlana. Johnny „Yonatan” Goldstein jest producentem muzycznym, który w swojej karierze pracował z takimi artystami, jak m.in. Hadag Nahash czy Awiszaj Kohen. Obaj artyści mają polskie korzenie: dziadkowie Johnny’ego byli Polakami, zaś matka Lidera urodziła się w Polsce i przez wiele lat mieszkała w kraju.
W 2008 roku Goldstein zaproponował Liderowi współpracę nad swoim albumem zatytułowanym The Johnny Show. Piosenkarz odmówił wówczas współpracy z powodu własnych zobowiązań zawodowych. Rok później producent ponownie wyszedł z propozycją wspólnej pracy, na co Lider wyraził zgodę. W 2009 roku duet zdecydował się na założenie zespołu o nazwie The Young Professionals. Podczas koncertów duet wspierany był przez perkusistę Tala Tamariego.

### 2011-12:09:00 to 17:00, 17:00 to Whenever
W 2011 roku zespół wystąpił po raz pierwszy na festiwalu Fresh Paint Contemporary Art Fair organizowanym w Tel Awiwie. W tym samym roku artyści wystąpili m.in. podczas ceremonii otwarcia Muzeum Sztuki w Tel Awiwie, a także na gali Castro Fall 2011 Fashion Show.
12 września 2011 roku ukazała się ich debiutancka płyta studyjna zatytułowana 09:00 to 17:00, 17:00 to Whenever, na której znalazł się m.in. singiel „D.I.S.C.O.” zawierający sample z przeboju zespołu Ottawan o tym samym tytule, a także pozostałe single: „20 Seconds” i „Fuck Off, Berlin”. W tym samym roku otrzymali Europejską Nagrodę Muzyczną MTV w kategorii „Najlepszy izraelski artysta”. W czerwcu 2012 roku wydali swój debiutancki album studyjny na rynku międzynarodowym pod nieco zmienionym tytułem – 9am to 5pm, 5pm to Whenever, który ukazał się także w wersji rozszerzonej. W tym samym miesiącu wystąpili na Paradzie Gejowskiej organizowanej w Tel Awiwie, wcześniej zaśpiewali zaś podczas transmisji Międzynarodowego Festiwalu Filmowego w Cannes w programie Le Grand Journal.

### Od 2014:Think AgainiQuick, Quick, Star, Star, Money, Money
W 2014 roku duet wydał minialbum zatytułowany Think Again, na którym znalazło się pięć utworów, w tym m.in. singiel „Let’s Do It Right” nagrany przy gościnnym udziale holenderskiej piosenkarki Evy Simons. W tym samym roku duet zaczął pracę nad swoją drugą płytą studyjną zatytułowaną Quick, Quick, Star, Star, Money, Money. Jak sami zapowiedzieli, będzie to bardziej popowy, dynamiczniejszy [album] z większą ilością elementów hip-hopowych. Płytę zapowiada m.in. singiel „All of It But Me” nagrany przez duet we współpracy z austriacką piosenkarką Anną F.. Oprócz tego, na krążku znajdą się utwory nagrane przez duet z gościnnym udziałem takich wykonawców, jak m.in. Kick-The-Killer, Mykki Blanco czy Mat Bastard z francuskiego zespołu Skip the Use.
18 września wystąpił na pierwszym koncercie w Polsce, który został zorganizowany w Warszawie. Podczas koncertu gościnnie wystąpiła z nimi polska piosenkarka Sarsa, z którą duet wykonał remiks jej utworu „Indiana”.

## Dyskografia

### Albumy studyjne
- 09:00 to 17:00, 17:00 to Whenever (2011) / 9am to 5pm, 5pm to Whenever (2012)
- Quick, Quick, Star, Star, Money, Money (2015)